# Sophie-Charlotte de Schleswig-Holstein-Sonderbourg-Beck
Sophie-Charlotte de Schleswig-Holstein-Sonderbourg-Beck (en allemand : Sophie-Charlotte von Schleswig-Holstein-Sonderburg-Beck; (Shlodien, 31 décembre 1722 – Hambourg, 7 août 1763) est une princesse allemande. Elle est la fille de Frédéric-Guillaume II de Schleswig-Holstein-Sonderbourg-Beck et de la comtesse Ursule-Anne de Dohna-Shlobitten.

## Les mariages
Le 25 janvier 1738 à Königsberg, à quinze ans, Sophie-Charlotte épouse un membre de la famille éloignée, Alexandre Émile de Dohna-Shlobitten, âgé de plus de 18 ans. Le 30 septembre 1745 il est tué à la Bataille de Soor.
De cette union trois enfants sont nés:
- Sophie-Charlotte (1740-1798), mariée en 1759, au prince Charles-Christian de Solm-Gogensolm-Lich (1725-1803);
- Frédéric-Alexandre (1741-1810), marié en 1769, à la comtesse Caroline Finck de Finkelstein (1746-1825);
- Charles Émile (1744).

Le 1er janvier 1750, dans le château Prekelvits, dans l'est de la Prusse, elle épouse Georges-Louis de Holstein-Gottorp, le sixième fils de Christian-Auguste de Holstein-Gottorp, et d'Albertine-Frédérique de Bade-Durlach.
De cette union trois enfants sont nés:
- Frédéric (1751-1752);
- Guillaume (1753-1774);
- Pierre Ier d'Oldenbourg (1755-1829), le grand-duc d'Oldenbourg, marié en 1781, à Frédérique de Wurtemberg.

Le 21 mars 1762, Sophie-Charlotte arrive avec son mari à Saint-Pétersbourg. À partir de la frontière, ils sont accueillis avec des bannières et accueillis à coups de canon, et son mari est nommé maréchal. 
Toutefois, la situation change après le coup d'état du 28 juin 1762. Le mari de Sophie-Charlotte est l'un de ceux qui sont restés fidèles à Pierre III de Russie. Il est arrêté et leur maison saccagée. Plus tard, Georges est nommé par l'impératrice Catherine II, administrateur de Holstein, où il part le 30 juillet 1762.
La princesse Sophie-Charlotte est décédée le 7 août 1763 à l'âge de 40 ans. Un mois plus tard, le 7 septembre 1763, son mari meurt également.